# تاریخ یهودیان در برزیل

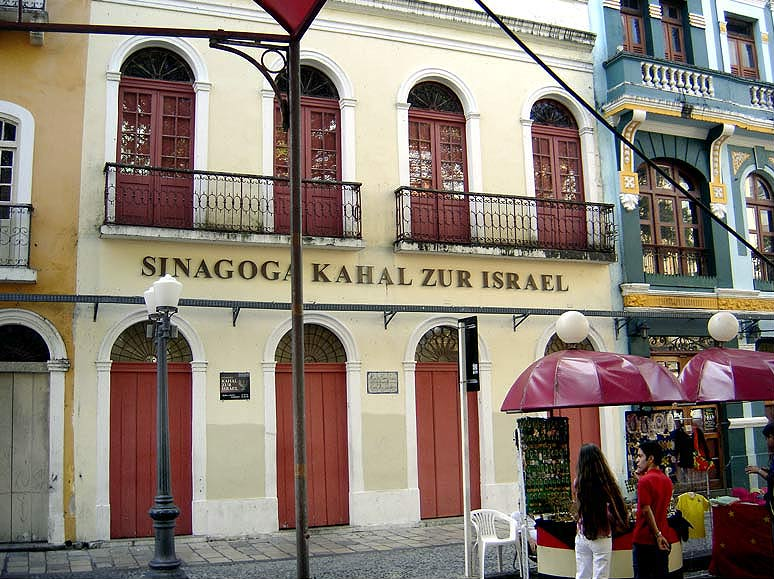
تصویری از یک ساختمان مقر یهودیان برزیلی.

تاریخ یهودیان در برزیل پیچیده و طولانی است. از ابتدای تشکیل کشور برزیل یهودیان در این کشور حضور داشتند. اولین کنیسه در برزیل در سال ۱۶۳۶ میلادی ایجاد شد. بیشتر یهودیان اولیه یهودیان سفاردی از اسپانیا و پرتغال بودند. آدام اسمیت از موسسان کشور آمریکا ، باور داشت که بیشتر گسترش صنعت شکر در برزیل به دست یهودیان مهاجر پرتغالی انجام شد. بعد از ایجاد اولین قانون اساسی برزیل در سال ۱۸۲۴ که اجازه آزادی دین داد یهودیان به صورت گسترده به برزیل مهاجرت کردند. بسیاری یهودیان مراکشی در قرن ۱۹ به برزیل رفتند. موج بعدی مهاجرت یهودیان، یهودیان روسی و لهستانی بود؛ که از یهودستیزی فرار میکردند. موج بعدی یهودیان، افرادی بود که در زمان جنگ جهانی دوم از اروپا به برزیل رفتند. در سالهای ۱۹۵۰ تعداد زیادی از یهودیان آفریقا به برزیل رفتند. برزیل نهمین کشور دنیا از نظر تعداد جمعیت یهودی است. تعداد یهودیان در برزیل بر اساس  آمارهای رسمی، ۱۰۷۳۲۹ نفر است.

## اولین مهاجران
بر روی اولین کشتیهای اروپایی که به برزیل رسیدند تعدادی یهودی وجود داشتند. تعدادی یهودیان سفاردی در روزهای ابتدایی این کشور به آن مهاجرت کردند. این یهودیان اکثراً مارانو بودند و در ظاهر به نظر مسیحی میرسیدند ولی در خفی به دین یهودی پایبند بودند. بعضی از این افراد به تدریج در بین کاتولیکها حل شدند و امروزه بعضی رسوم کاتولیکهای برزیل دارای ویژگیهای یهودی است. تخمین زده میشود که حدود ۱۷ میلیون نفر از مردم برزیل دارای اجداد یهودی هستند.

## گسترش کشاورزی
به دلیل شرایط نامساعد اروپا، در اواخر قرن ۱۹ تعداد زیادی از یهودیان اروپایی به برزیل مهاجرت کردند و در این کشور مزارع کشاورزی ایجاد کردند. سازمانهای یهودی نظیر JCA از این مهاجرتها حمایت مالی کردند. بیشتر این تلاشها به دلیل تجربه ناکافی یهودیان در کشاورزی و برنامه‌ریزی نادرست شکست خورد. با وجود این شکستها، این تلاشها در بهبود دید منفی مردم نسبت به یهودیان مهم بود. این مزارع به برزیل کمک کرد و دید سنتی مردم به یهودی غیر مفید که تنها در تجارت و بانکداری کار میکند تغییر داد. این مزارع باعث لغو قوانینی شد که مهاجرت یهودیان را محدود میکرد.

## یهودی ستیزی
قانون برزیل به شدت با یهودی ستیزی مقابله میکند. بر اساس قانون برزیل نوشتن، ویرایش، چاپ کردن یا فروختن هرگونه مطلبی که دارای یهودی ستیزی باشد ممنوع است. بر اساس قانون برزیل متخلفان به تا پنج سال زندان محکوم میشوند. 